# Pino Palladino
Giuseppe Henry "Pino" Palladino (Cardiff, Gales; 17 de octubre de 1957) es un músico de rock y blues británico de ascendencia italiana, más conocido por su trabajo como bajista para artistas como D’Angelo, The Who, Eric Clapton o John Mayer Trio entre otros.

## Biografía
Pino Palladino comenzó a tocar la guitarra a la edad de 14 años en una banda local llamada Trapper cambiándose al bajo eléctrico 3 años más tarde. Durante esa época toca el bajo en numerosas bandas locales de rock, funk y reggae, comenzando a grabar en estudios locales. Se mudó a Londres a la edad de 23 años para tocar con la banda de Jools Holland, ex tecladista de Squeeze, con quienes salió de gira por Inglaterra y Estados Unidos. En las actuaciones inglesas compartió cartel con Paul Young.
Comenzó a hacerse famoso tocando el bajo "fretless" (sin trastes) y así se lo requieren muchos artistas de la talla de D'Angelo, Erykah Badu, Gary Numan, Gary Moore, Paul Young, Richard Ashcroft, David Gilmour, Claudio Baglioni, Tears for Fears, Don Henley y Mango. Participa en directo tras grabar con ellos los álbumes L'Assassin de Gary Numan y No Parlez de Paul Young. También toca en los primeros álbumes de David Knopfler.
Tras la muerte de John Entwistle, bajista de The Who, se convierte en miembro de sus giras que combina también con Jeff Beck, además de su prolífico trabajo de estudio.
En 2003 toca con Simon & Garfunkel en su retorno Old Friends. También hace lo propio en la publicación de Paul Simon Surprise, en el 2006.
Más adelante compartió escenario junto a John Mayer y Steve Jordan con la banda John Mayer Trio.
Entre 2013 y 2014 acompañó al grupo de rock industrial Nine Inch Nails en su gira "Tension".

## Técnica
Pino Palladino es considerado uno de los más valiosos bajistas de sesión de rock y pop principalmente debido al habitual uso de bajos sin trastes. Mientras era habitual en los temas comerciales para un bajista tocar un sonido genérico basado en las "notas bajas", Palladino solía usar una característico sonido combinando las notas "sin trastes" con efecto chorus al que añadía frecuentemente acordes y riffs solistas. Se lo puede apreciar en éxitos de Paul Young como "Come Back and Stay" y "Everytime You Go Away".
A pesar del frecuente uso de bajos fretless, la casa de instrumentos musicales Fender produjo un modelo Signature Palladino con trastes, creado a partir del Precision Bass de 1962 que también usa habitualmente. También usa bajos Fender Jaguar y Stauts-Graphite B-2.